# Bernardino Telesio
Bernardino Telesio (Bernardinus Telesius, ur. 1508 albo 1509 w Cosenzy, zm. 2 października 1588 tamże) – włoski filozof przyrody epoki renesansu. Był znanym przeciwnikiem arystotelistów. Jego główne dzieło to O naturze rzeczy zgodnie z ich własnymi zasadami (łac. De rerum natura juxta propria principia). Styl Telesia cechuje powściągliwość, brak ostrych polemicznych wycieczek; dąży on do dyskredytacji systemu Arystotelesa przez przeciwstawienie mu danych empirycznych. Za dwa główne żywioły uważał zimno i gorąco. Gorąco miało pochodzić z nieba, a zimno z ziemi. Łącznie kształtować miały materię.